# Amphoe Si Thep
Amphoe Si Thep (Thai: อำเภอ ศรีเทพ; wird auch Sri Thep oder Sithep geschrieben); ist ein Landkreis (Amphoe – Verwaltungs-Distrikt) der Provinz Phetchabun. Die Provinz Phetchabun liegt im südöstlichen Teil der Nordregion von Thailand.

## Geographie
Der südlichste Distrikt der Provinz Phetchabun liegt im Tal des Mae Nam Pa Sak (Pa-Sak-Fluss).
Nachbardistrikte sind (im Uhrzeigersinn von Norden): Amphoe Wichian Buri (Phetchabun Provinz) und Amphoe Lam Sonthi, Amphoe Chai Badan und Amphoe Khok Charoen der Provinz Lop Buri.

## Geschichte
Die Gegend von Si Thep war bereits in prähistorischer Zeit besiedelt. Bei Ausgrabungen fand man 1988 eine große, von einem Graben umgebene Siedlung aus der späten Eisenzeit mit fünf Gräbern in einer Tiefe von vier Metern. Im vollständig erhaltenen Grab einer Frau, die mit dem Kopf nach Osten ausgerichtet war, fand man eine Spange aus Bronze und ein etwa 50 cm langes zugespitztes Werkzeug aus Eisen. Im Halsbereich lag eine Perle aus Karneol.
Im 6. oder 7. Jahrhundert übte ein gewisser Bhavavarman die Oberherrschaft einer Gemeinschaft der Zhenla-(Chenla-)Kultur aus, der einen Tempel für Shiva errichten ließ. Gleichzeitig gibt es Hinweise auf die Ausübung des Buddhismus in den Bergen von Thamorat, wo in einer Höhle Bildnisse gefunden wurden. Die historische Stadt Si Thep wurde bereits im Khmer-Reich erbaut und war wohl bereits im 7. und 8. Jahrhundert eine wichtige Ortschaft, was auf die durch die nord-südlich verlaufenden Bergzüge zurückzuführen ist. Der Historiker Prinz Damrong Rajanubhab fand die Ruinen der Stadt, als er 1905 den Monthon Phetchabun im Zuge der Thesaphiban-Verwaltungsreform von König Chulalongkorn (Rama V.) besuchte. Heute ist das Gebiet der Geschichtspark Si Thep.
Der Distrikt Si Thep wurde am 13. Dezember 1970 als „Zweigkreis“ (King Amphoe) aus Teilen des Amphoe Wichian Buri eingerichtet. Er bekam den vollen Amphoe-Status am 8. August 1976.

## Verwaltung

### Provinzverwaltung
Der Landkreis Si Thep ist in sieben Tambon („Unterbezirke“ oder „Gemeinden“) eingeteilt, die sich weiter in 105 Muban („Dörfer“) unterteilen.
| Nr. | Name            | Thai       | Muban | Einw.  |
| --- | --------------- | ---------- | ----- | ------ |
| 01. | Si Thep         | ศรีเทพ      | 16    | 10.617 |
| 02. | Sa Kruat        | สระกรวด    | 17    | 15.173 |
| 03. | Khlong Krachang | คลองกระจัง  | 18    | 13.861 |
| 04. | Na Sanun        | นาสนุ่น      | 21    | 11.460 |
| 05. | Khok Sa-at      | โคกสะอาด   | 13    | 06.710 |
| 06. | Nong Yang Thoi  | หนองย่างทอย | 13    | 09.667 |
| 07. | Pradu Ngam      | ประดู่งาม    | 08    | 02.966 |

### Lokalverwaltung
Es gibt zwei Kommunen mit „Kleinstadt“-Status (Thesaban Tambon) im Landkreis:
- Sawang Watthana (Thai: เทศบาลตำบลสว่างวัฒนา) bestehend aus Teilen des Tambon Sa Kruat.
- Khok Sa-at (Thai: เทศบาลตำบลโคกสะอาด) bestehend aus dem kompletten Tambon Khok Sa-at.

Außerdem gibt es sechs „Tambon-Verwaltungsorganisationen“ (องค์การบริหารส่วนตำบล – Tambon Administrative Organizations, TAO)
- Si Thep (Thai: องค์การบริหารส่วนตำบลศรีเทพ) bestehend aus dem kompletten Tambon Si Thep.
- Sa Kruat (Thai: องค์การบริหารส่วนตำบลสระกรวด) bestehend aus Teilen des Tambon Sa Kruat.
- Khlong Krachang (Thai: องค์การบริหารส่วนตำบลคลองกระจัง) bestehend aus dem kompletten Tambon Khlong Krachang.
- Na Sanun (Thai: องค์การบริหารส่วนตำบลนาสนุ่น) bestehend aus dem kompletten Tambon Na Sanun.
- Nong Yang Thoi (Thai: องค์การบริหารส่วนตำบลหนองย่างทอย) bestehend aus dem kompletten Tambon Nong Yang Thoi.
- Pradu Ngam (Thai: องค์การบริหารส่วนตำบลประดู่งาม) bestehend aus dem kompletten Tambon Pradu Ngam.